# Weelde

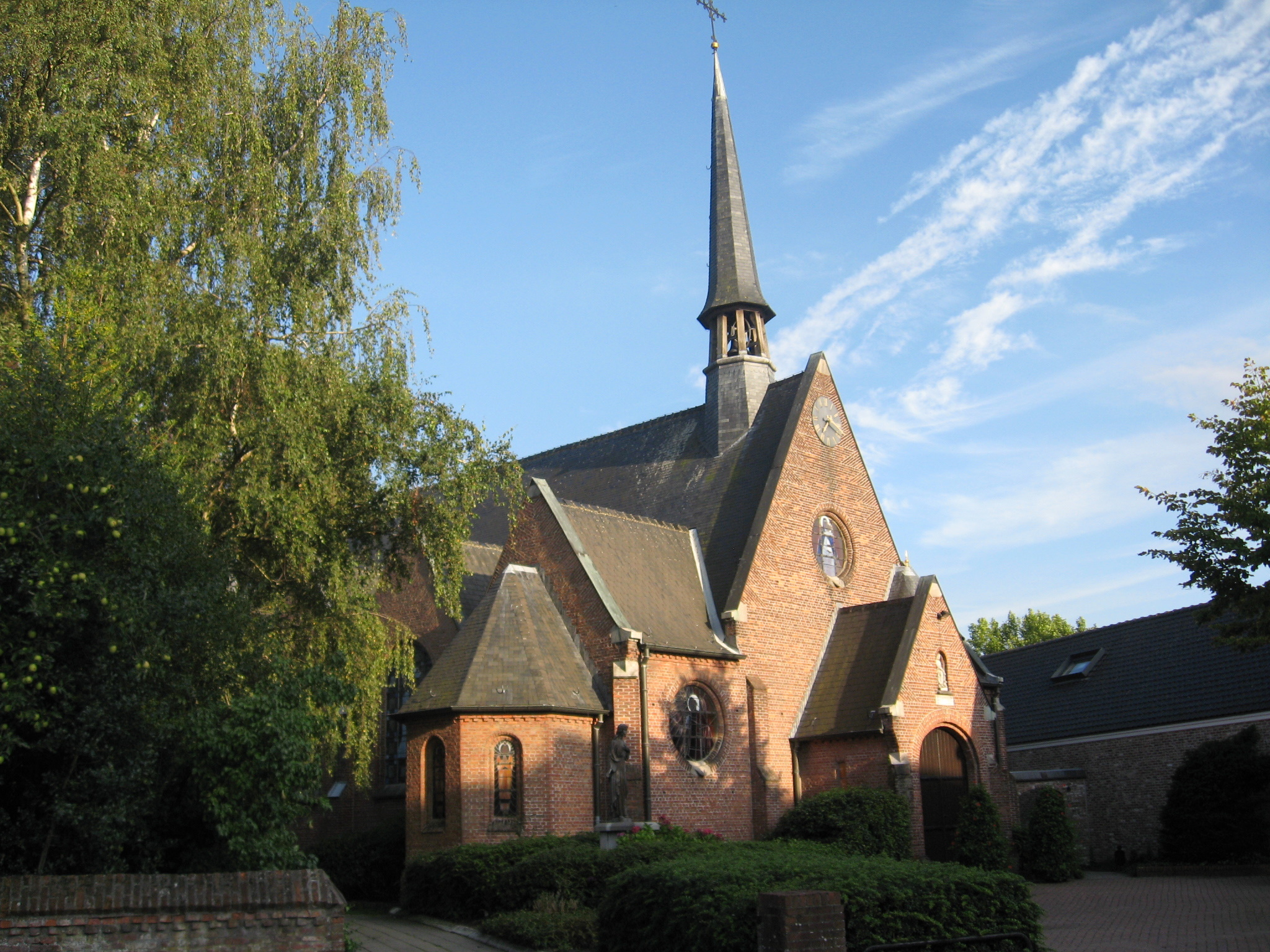
Sint-Jan Baptistkerk

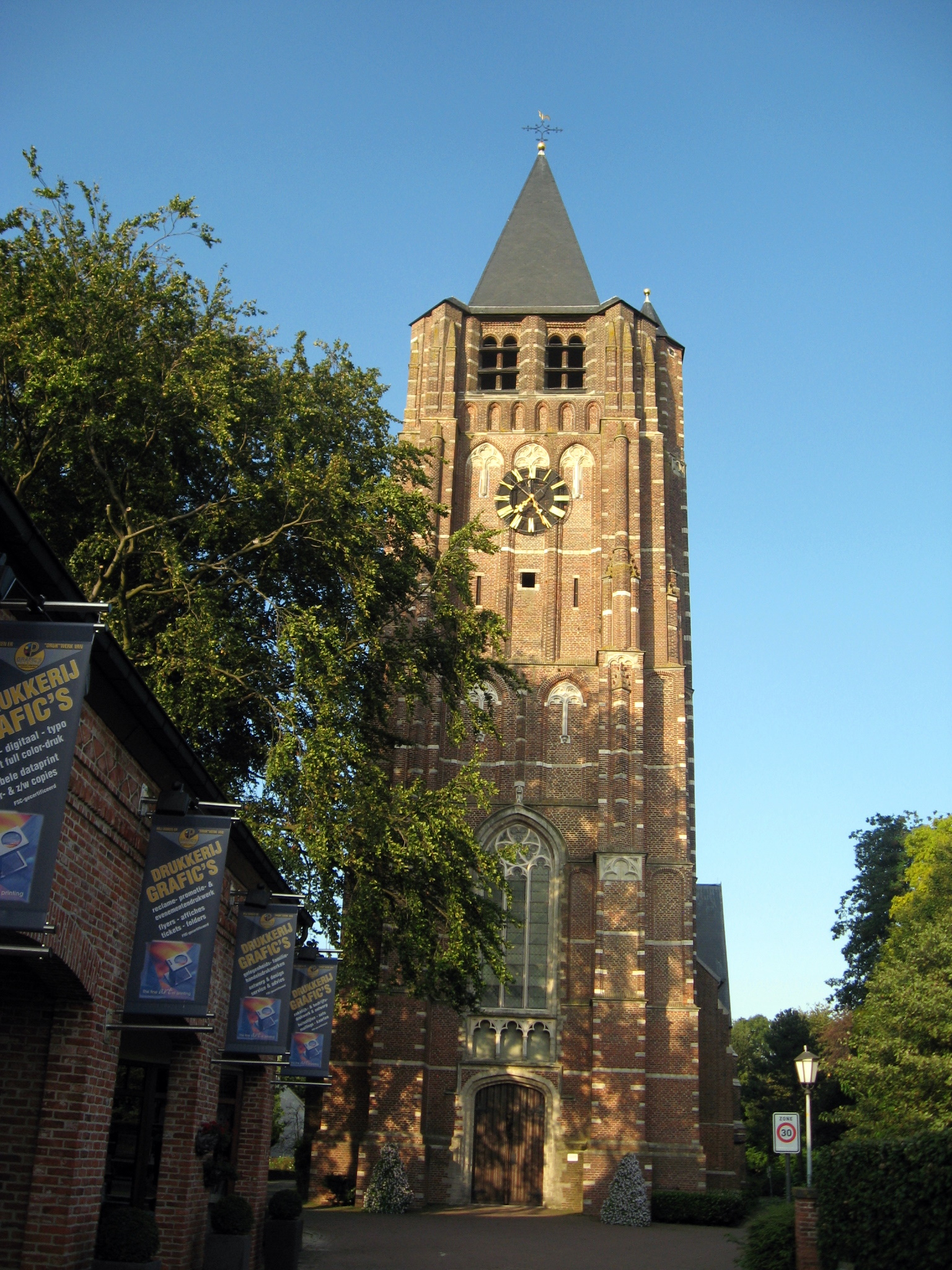
Sint-Michielskerk

Weelde is een dorp in de Belgische provincie Antwerpen en een deelgemeente van de gemeente Ravels. Weelde was een zelfstandige gemeente tot aan de gemeentelijke herindeling van 1977.

## Geschiedenis
Weelde werd voor het eerst vermeld in 1260, als Welderen.
Weelde behoorde tot het domein van de Hertog van Brabant en onder Jan I van Brabant werd het, samen met Poppel, een vrijheid, eerst onder het Kwartier van Oisterwijk en vanaf 1347 onder het Land van Turnhout. Midden 14 eeuw maakten Poppel en Ravels zich los van Weelde en werd een heerlijkheid die onder meer aan de families de Bie, Bax, Van den Nieuwenhuysen en Lemmens behoorde. In de 17e eeuw vond men Margareta de Renesse (1630-1636), Jan de Knuyt, die heer was van Oud-Vossemeer en Nieuw-Vossemeer. Daarna kwam de familie Huysen van Kattendijke (1667-1725) en Lemmens van Tulder (1725-1750). De heren zetelden op het Hof ten Berge, dat in 1487 door troepen van Keizer Maximiliaan I werd verwoest. De godsdiensttwisten leidden tot wreedheden (1573) en oorlogsverwoestingen, zoals in 1590 toen troepen vanuit Bergen op Zoom het halve dorp verwoestten. In 1703 werd Weelde geplunderd door Hollandse troepen.
Weelde was vrijwel geheel van de landbouw afhankelijk, ook al nam deze tot ongeveer 1800 slechts een derde van de oppervlakte in. In de 19e eeuw verbouwde men onder meer wintertarwe, rogge en koolzaad. Verder beoefende men de vlasnijverheid en de schapenteelt. Ontginningen van de woeste gronden vonden pas na 1850 op grote schaal plaats. Na ongeveer 1900 vond een verschuiving naar de veeteelt plaats. Boter en kaas, wol en linnen waren belangrijke producten. De industrialisatie bleef beperkt, een zuivelfabriekje (stoommelkerij "De Verbroedering") opende in 1900 en in 1908 kwam brouwerij "De Zwaan" in bedrijf.
In 1953, de periode van de Koude Oorlog, werd op het grondgebied van de gemeente het militaire vliegveld van Weelde aangelegd. Het betrof een reservevliegveld.
Weelde was vroeger een zelfstandige gemeente die begin 1977 bij de gemeente Ravels is gevoegd. Het gemeentehuis en andere diensten van de fusiegemeente zijn echter wel gevestigd in het centraal gelegen Weelde.

## Geografie
Het dorp grenst aan de deelgemeenten Poppel en Ravels en aan de gemeentes Arendonk, Oud-Turnhout en Turnhout. Weelde ligt op een hoogte van 26-36 meter. De kern ligt op de waterscheiding van Maas (in het noorden) en Schelde in het zuiden.
Weelde ligt in het dal van de Aa, die noordwaarts stroomt.
Ten oosten van Weelde ligt het Domeinbos Overheide, waarin een bosreservaat van 30 ha is gelegen ,

## Bezienswaardigheden
Zie ook: Weelde-Station
- De Sint-Michielskerk
- De Sint-Jan Baptistkerk
- De windmolen Arbeid Adelt

## Demografische ontwikkeling
- Bronnen:NIS, Opm:1806 tot en met 1970=volkstellingen; 1976 = inwoneraantal op 31 december

## Politiek

### Geschiedenis

#### Lijst van burgemeesters
| Tijdspanne | Tijdspanne  | Burgemeester                 |
| ---------- | ----------- | ---------------------------- |
|            | 1797 - 1800 | Cornelis Van Loon            |
|            | 1800 - 1831 | Gijsbert Joseph Marinus      |
|            | 1831 - 1848 | Henricus De Bondt            |
|            | 1848 - 1849 | Jan Baptist Bax (waarnemend) |
|            | 1849 - 1873 | Theodorus Mattheus Wouters   |
|            | 1873 - 1879 | Cornelius Jonkers            |
|            | 1879 - 1895 | Laurentius Bols              |
|            | 1895 - 1896 | Joseph Moonen (waarnemend)   |
|            | 1896 - 1916 | Adriaan Kolen                |
|            | 1916 - 1925 | Corneel Van Dommelen         |

| Tijdspanne | Tijdspanne  | Burgemeester              |
| ---------- | ----------- | ------------------------- |
|            | 1925 - 1926 | Charles Bols (waarnemend) |
|            | 1926 - 1939 | Jan August Dries          |
|            | 1939 - 1942 | Jan Van Loon (UCB)        |
|            | 1942 - 1944 | Guillaume Swaan           |
|            | 1944 - 1947 | Jaak Mertens (waarnemend) |
|            | 1947 - 1958 | Raymond Hesters           |
|            | 1958 - 1959 | Karel Segers (waarnemend) |
|            | 1959 - 1960 | Guillaume Swaan           |
|            | 1960 - 1970 | Modest Hendrikx (CVP)     |
|            | 1970 - 1976 | Jozef Segers (CVP)        |

## Bekende inwoners
Hans van Alphen
- Nicolaas Poppel (1532-1572), priester, martelaar van Gorcum
- Rudolph van Veen (1967), Nederlands meesterkok

## Nabijgelegen kernen
Poppel, Eel, Ravels, 